# Jean Jaurès (schaakclub)
Schaakclub Jean Jaurès is een schaakclub uit Gent.
De schaakclub werd opgericht in 1945 in het Volkshuis Jean Jaurès aan de Ryhovelaan te Gent en werd, net als het lokaal, genoemd naar de Franse socialist Jean Jaurès.
De club telde in 1947 al meer dan 100 leden, mede door de populariteit van de wekelijkse schaakrubriek van Prudent Quintijn in het Gentse socialistische dagblad Vooruit.
In 1971 en 1973 werd de club landskampioen door de zege te behalen in de hoogste afdeling van de nationale interclub competitie.
Anno 2015-2016 komt het eerste team opnieuw uit in de hoogste afdeling, nadat in 2014-2015 de titel behaald werd in de tweede afdeling van de competitie. Er spelen nog twee teams in lagere afdelingen.